# Beijing Guoan FC
Beijing Guoan FC (förenklad kinesiska: 北京国安; traditionell kinesiska: 北京国安; pinyin: Běijīng Guó'ān), är en professionell kinesisk fotbollsklubb från Peking. Klubben spelar för närvarande i Chinese Super League och spelar sina hemmamatcher på Arbetarstadion, med en kapacitet på 66 161 åskådare. 
Innan klubben år 1992 omorganiserades till en professionell fotbollsklubb kallades den för Beijing Fotbollsklubb och dominerade den kinesiska amatörfotbollen med flera liga- och cupvinster. Säsongen 2009 blev man för första gången kinesiska mästare sedan införandet av professionell fotboll i Kina.

## Meriter
- Chinese Super League

Mästare (1): 2009
- Chinese FA Cup

Mästare (3): 1996, 1997, 2003
- Chinese FA Super Cup

Mästare (2): 1997, 2003